# Juan José Cortés
Juan José Cortés Fernández (Huelva, 28 de octubre de 1969) es un pastor evangélico, entrenador de fútbol y activista español. Es el padre de Mari Luz Cortés, asesinada en 2008. En mayo de 2019 logra ser diputado nacional al congreso por el Partido Popular.

## Biografía
Fue entrenador de fútbol base en el Recreativo de Huelva y el Pinzón Club Deportivo de Palos de la Frontera, obteniendo el título nacional de entrenador en 2011. Es además pastor evangélico, fundador de la Iglesia Evangélica Ministerio Juan José Cortés.
Su hija Mari Luz Cortés fue asesinada por el pederasta Santiago del Valle el 13 de enero de 2008, en lo que fue conocido como el «Caso Mari Luz». A raíz del suceso, Cortés y su pareja iniciaron un campaña para el endurecimiento de las penas contra los pederastas, llegando a recoger más de dos millones de firmas. En 2018 fundó la Plataforma 18M, una iniciativa surgida tras las diversas concentraciones a favor de la prisión permanente revisable celebradas el 18 de marzo de ese mismo año.
Es el protagonista del libro Ciudadano Cortés, escrito por la periodista Luz Sánchez-Mellado y publicado en 2009.

### Salto a la política
Estuvo afiliado al Partido Socialista Obrero Español hasta semanas antes de ser asesor del Partido Popular en materia de Justicia y del grupo municipal del PP en el Ayuntamiento de Sevilla como independiente. En 2018 culminaría su afiliación al PP, y en marzo de 2019 se anunció que sería cabeza de lista al Congreso de los Diputados por el Partido Popular en la circunscripción electoral de Huelva para las elecciones generales de abril de 2019 donde consiguió su acta de diputado en la breve xiii legislatura. En las siguientes elecciones generales de noviembre de 2019 fue en las listas del PP al Senado por la circunscripción electoral de Huelva, siendo este el menos votado, quedándose fuera de obtener acta de senador en la xiv legislatura.
En las Elecciones al Parlamento Europeo de 2024 se presenta como cabeza de lista del partido político Fiel, pero su candidatura quedó excluida al no alcanzar los avales suficientes.

## Polémicas
En 2011 fue detenido por su supuesta implicación en un tiroteo tras una discusión familiar. En 2014 fue absuelto de todos los cargos.
En la declaración de bienes y rentas en 2019 como diputado del congreso por el PP, afirmó tener 16,65 euros en su cuenta corriente bancaria pese a ser propietario de dos locales comerciales y tres coches, entre ellos un Audi A6.
En septiembre de 2019, saltó la noticia de que el Congreso embargaba el sueldo de Juan José Cortés por una deuda privada de 19.000 euros, a lo que respondió afirmando que es algo que le puede "pasar a cualquier ciudadano"